# Trixagus mediocris
Trixagus mediocris là một loài bọ cánh cứng trong họ Throscidae. Loài này được Fairmaire miêu tả khoa học năm 1888.